# كارلتون لاندينغ (أوكلاهوما)
كارلتون لاندينغ (بالإنجليزية: Carlton Landing, Oklahoma)‏ هي منطقة سكنية تقع في الولايات المتحدة في مقاطعة بيتسبيرغ، أوكلاهوما. يقدر عدد سكانها بـ 56 نسمة .